# Bara (Eslovàquia)
|  | Per a altres significats, vegeu «Bara». |

Bara és un poble i municipi d'Eslovàquia. Es troba a la regió de Košice, a l'est del país.

## Història
La primera referència escrita de la vila data del 1296.

## Demografia
| Godina             | 1994 | 2004   | 2014    | 2024    |
| ------------------ | ---- | ------ | ------- | ------- |
| Nombre de persones | 348  | 349    | 301     | 267     |
| Diferència         |      | +0,28% | −13,75% | −11,29% |

| Godina             | 2023 | 2024   |
| ------------------ | ---- | ------ |
| Nombre de persones | 271  | 267    |
| Diferència         |      | −1,47% |